# Festival de Cine y Derechos Humanos de San Sebastián
El Festival de Cine y Derechos Humanos de San Sebastián (España)  es un evento  cultural que tiene como objetivo  a través de la imagen y el debate ofrecer una visión crítica, plural y comprometida de los grandes retos de la humanidad y ser difusor de valores.
Comenzó a celebrarse en el año 2002 organizado por el Ayuntamiento de San Sebastián siendo su creador y director hasta el año 2010 José Luis Rebordinos.
Habitualmente se celebra en el mes de abril siendo su sede principal el teatro Victoria Eugenia.
El Festival de Cine y Derechos Humanos está integrado en la Human Rights Film Network, asociación que reúne a los festivales de derechos humanos más destacados a nivel mundial.

## Descripción
El objetivo del festival es favorecer mediante un cine de calidad la reflexión, la sensibilización y el debate en torno a diferentes vertientes de la defensa y vulneración de los derechos humanos, así como contribuir a promover una ciudadanía activa y comprometida con la justicia y la equidad social.
El   programa del Festival está compuesto por estrenos y una selección internacional de largometrajes y cortometrajes relacionados con los Derechos Humanos, así como coloquios y otras actividades paralelas, como exposiciones, talleres y charlas.
El festival cuenta con el apoyo de la Diputación Foral de Guipùzcoa, a través de la Dirección General de Derechos Humanos y Cultura Democrática, además de la colaboración de ONG y entidades como Zehar, Unicef, Gehitu, Amnistía Internacional, Acnur, SOS Racismo o FiSahara.
Se otorgan los siguientes premios en cada edición:
- Premio del Público al Mejor Largometraje
- Premio del Jurado Joven al Mejor Cortometraje
- Premio Amnistía Internacional